# Duszara

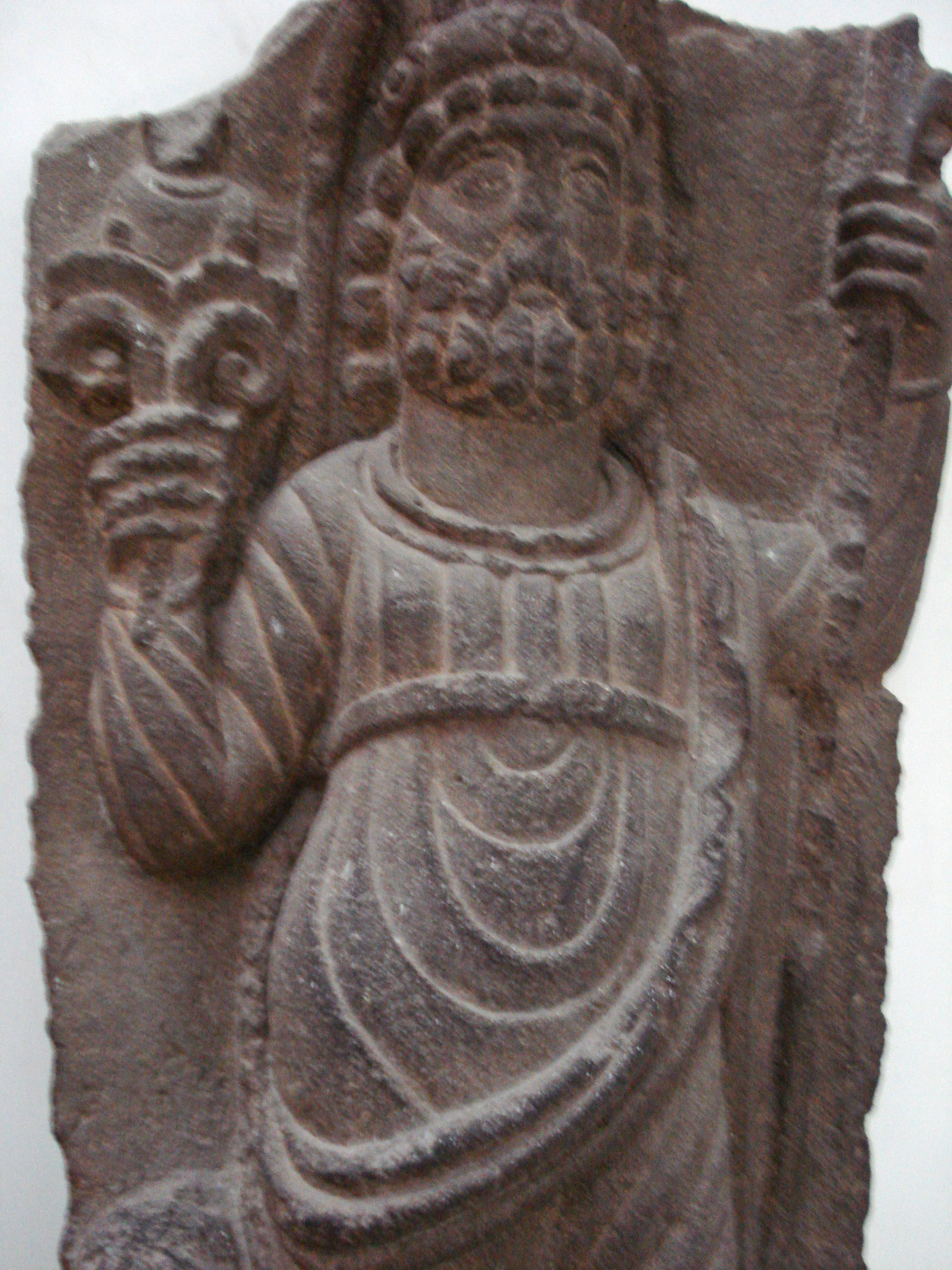
Duszara

Duszara (dwsrʾ), tłumaczony też czasem jako Dusares, to bóstwo pochodzące z przedislamskiej mitologii arabskiej, czczone przez Nabatejczyków zamieszkujących miasta Petra oraz Hegra (tego drugiego miasta był patronem). Safaickie zapiski sugerują, że Duszara był synem Al-Laty i że przebywał w niebiosach z innymi bogami. Nazywany jest "Duszarem z Petry" w jednym z zachowanych zapisków. Od Duszary oczekiwano, iż wymierzy on sprawiedliwość, jeśli poszkodowany przyzwie go za pomocą odpowiedniego rytuału.

## Etymologia
Duszara jest znany przede wszystkim z epigraficznych źródeł nabatejskich, gdzie wielokrotnie przewija się jego imię - dwsrʾ (pismo nabatejskie zapisuje tylko spółgłoski). Pojawia się także w źródłach starożytnej Grecji, gdzie zapisany jest jako Δουσάρης (Dousárēs), natomiast po łacińsku Dusares. Pierwotne znaczenie imienia nadal pozostaje tematem dyskusyjnym, jednakże historyk arabski Ibn al-Kalbi podawał w swoim dziele pt. "Księga Idoli" (Kitab al-Asnām), że pełne imię bóstwa to Dhū l-Šarā (w arabskim: ذو الشرى), co prawdopodobnie oznacza "Ten z Szara", gdzie Szara oznaczało pasmo górskie położone na południowy wschód od Morza Martwego. Jeśli ta interpretacja jest prawidłowa to oznacza to, że Duszara to bardziej tytuł niż imię, jednakże nadal nic nie jest pewne - ani zaproponowana forma, ani wyjaśnienie.

## Kult
W czasach greckich Duszarę kojarzono z Zeusem, ponieważ podobnie jak on był przywódcą swojego panteonu. Występowały też powiązania z Dionizosem.
We Włoszech, w starożytnym mieście Puteoli, odkryto kapliczkę poświęconą Duszarze, co wyjaśnić można faktem, iż miasto to było ówcześnie ważnym ośrodkiem handlu z Bliskim Wschodem, a także zachowały się informacje, że Nabatejczycy byli obecni w tym miejscu w połowie I wieku p.n.e. Kult przetrwał do czasów rzymskich i prawdopodobnie istniał do czasów islamskich.
O bóstwie wspominał w IX wieku naszej ery historyk Hiszam Ibn Al-Kalbi, który w "Księdze Idoli" napisał, że: "Banū al-Hārith ibn-Yashkur ibn-Mubashshir z plemienia Azd miał idola zwanego Dū Sharā".
Safaickie zapiski wspominają również, że Duszara otrzymywał ofiary w postaci zwierząt, w zamian za które wyznawcy prosili go o różne formy udzielenia im pomocy.